# Вромбчин-Гурський
Вромбчин-Гурський (пол. Wrąbczyn Górski) — село в Польщі, у гміні Загурув Слупецького повіту Великопольського воєводства.
Населення — 305 осіб (2011).
У 1975-1998 роках село належало до Конінського воєводства.

## Демографія
Демографічна структура станом на 31 березня 2011 року:
|          | Загалом | Допрацездатний вік | Працездатний вік | Постпрацездатний вік |
| -------- | ------- | ------------------ | ---------------- | -------------------- |
| Чоловіки | 144     | 34                 | 92               | 18                   |
| Жінки    | 161     | 41                 | 89               | 31                   |
| Разом    | 305     | 75                 | 181              | 49                   |